# Grönhuvad gylling
Grönhuvad gylling (Oriolus chlorocephalus) är en fågel i familjen gyllingar inom ordningen tättingar.

## Utseende och läte
Grönhuvad gylling är en mestadels gul gylling med dämpat grön huva och röd näbb. Den liknar svarthuvad gylling, men om den ses väl kan skillnaden i färgen på huvudet skönjas. Sången består av en serie fylliga visslingar. Bland lätena hörs ett raspigt stigande gnäll.

## Utbredning och systematik
Grönhuvad gylling delas in i tre underarter:
- chlorocephalus-gruppen
  - Oriolus chlorocephalus amani – förekommer i bergsskogar i sydöstligaste Kenya och nordöstra Tanzania
  - Oriolus chlorocephalus chlorocephalus – förekommer i Malawi och Moçambique (berget Chiperone)
- Oriolus chlorocephalus speculifer – förekommer i södra Moçambique (berget Gorongoza)

## Levnadssätt
Grönhuvad gylling hittas i skog och skogsbryn, lummigt mer öppet skogslandskap och intilliggande ungskog. Den påträffas i låglänta områden och lägre bergstrakter.

## Status
Trots det begränsade utbredningsområdet och det faktum att den minskar i antal anses beståndet vara livskraftigt av internationella naturvårdsunionen IUCN.